# AFP Habitat
AFP Habitat es una administradora de fondos de pensiones chilena, creada en 1981 y una de las  mayores del país por número de cotizantes. 
En 2023 tenía 1.8 millones de afiliados, un 19,6% de los cotizantes de Chile en ese momento.

## Composición Accionaria
Está ligada a la Cámara Chilena de la Construcción, quien en enero de 2010 cerró un acuerdo con Citigroup para controlar su 40% y llegar así a un 80,58% y en 2016 traspasó la mitad de su propiedad de la AFP a la estadounidense Prudential Financial, cada una de las compañías controlan el 40,29% de la administradora.

## Presencia en Perú
Durante el 2012 se creó una filial para entrar en Perú en el mismo negocio, la cual ganó la primera licitación de afiliados para el período 2013-2015. en 2024 contaba con 1.023.077 afiliados.

## Presencia en Colombia
En agosto del 2019, las firmas canadiense Scotiabank (51%) y colombiana, Colpatria (49%), realizaron la venta de la Administradora de Fondos de Pensiones y Cesantías (AFP) Colfondos a la chilena AFP Habitat, siendo la tercera administradora de fondos de pensiones de Colombia, con poco más de 1.900.000 afiliados y tiene 27 años de existencia, los cuales suman US$60.000 millones. En 2023 cuenta con 1.740.000 afiliados.